# 230年
| 千纪： | 1千纪                                                                                           |
| 世纪： | 2世纪 \| 3世纪 \| 4世纪                                                                         |
| 年代： | 200年代 \| 210年代 \| 220年代 \| 230年代 \| 240年代 \| 250年代 \| 260年代                       |
| 年份： | 225年 \| 226年 \| 227年 \| 228年 \| 229年 \| 230年 \| 231年 \| 232年 \| 233年 \| 234年 \| 235年 |
| 纪年： | 庚戌年（狗年）；曹魏太和四年；蜀汉建兴八年；东吴黄龙二年                                        |

## 大事记
- 中国
  - 3月，曹魏建築合肥新城。
  - 春天，孙权派卫温、諸葛直等起航至夷州、亶洲，想徒民到吳土。
  - 6月，魏將曹真上表伐蜀。因遇上暴雨、糧盡撤退。
  - 12月，孫權北伐合肥新城，被滿寵打敗。稱為第三次合肥之戰。
- 波斯
  - 波斯薩珊王朝國王阿爾達希爾一世襲擊美索不達米亞和敘利亞行省，並要求羅馬帝國割讓曾經屬於阿契美尼德王朝的土地。

## 各国领袖

### 亞洲
- 中國（三国）
  - 蜀漢皇帝：后主刘禅（223年－263年）
    - 蜀漢丞相：诸葛亮（221年－234年）

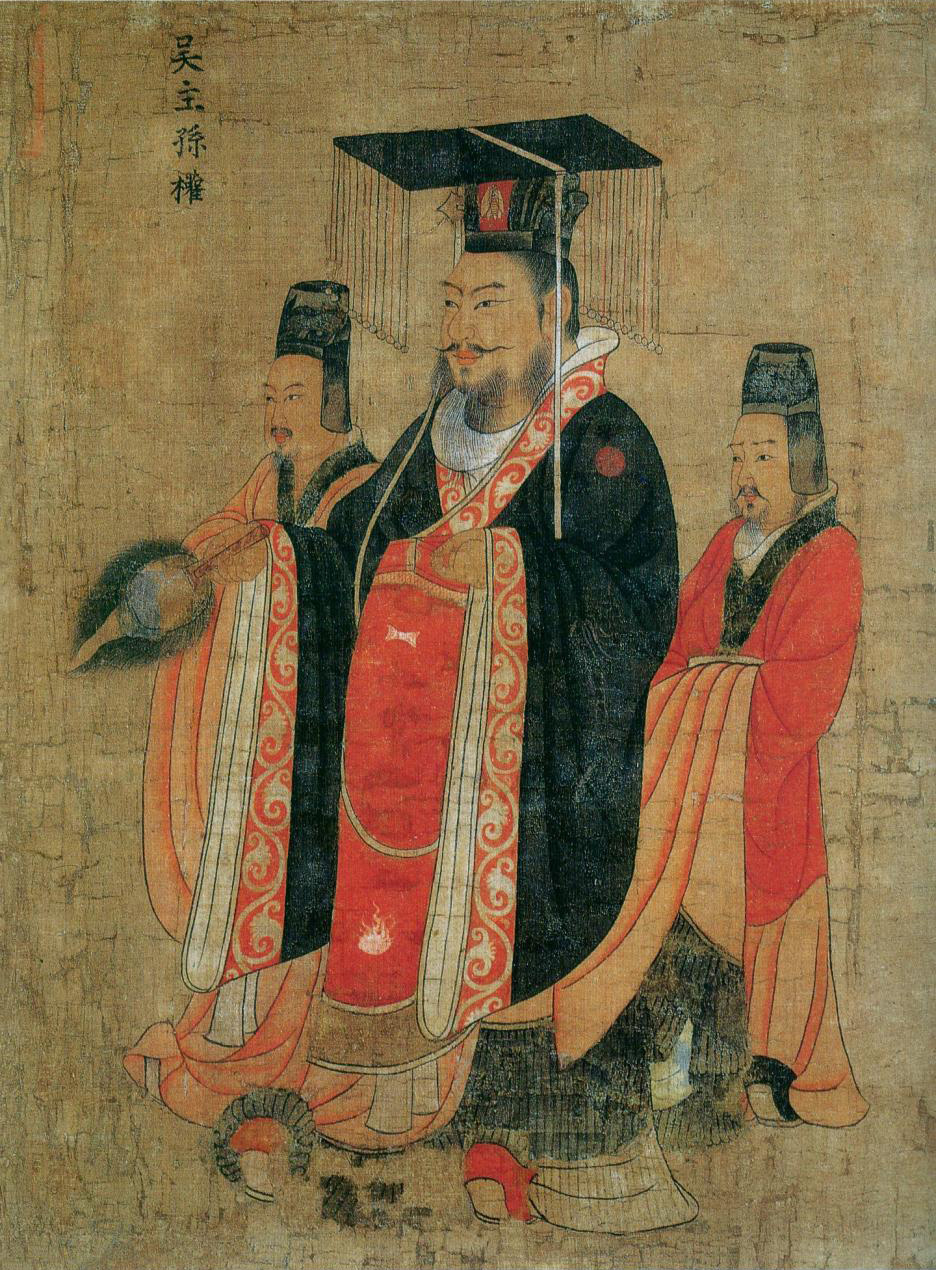
吴大帝孙权

  - 曹魏皇帝：魏明帝曹叡（226年－239年）
  - 孙吴皇帝：吴大帝孙权（222年－252年）
- 拓跋部 - 拓跋力微, 鲜卑大人（219年－277年）
- 小种鲜卑 - 轲比能, 鲜卑大人（190年－235年）[1]
- 日本- 神功皇后（攝政，200年－270年）
- 泰米尔哲罗王朝 - Yanaikat-sey Mantaran Cheral（201年－241年）
- 亚美尼亚- 梯里达底二世（英语：Tiridates II of Armenia）, 亚美尼亚王（217年－252年）
- 朝鲜半岛 (朝鲜三国)
  - 百济 - 仇首王, 百济王 （214年－234年）
  - 伽耶 - 居登王, 伽耶君主（199年－259年）
  - 高句丽 - 东川王, 高句丽王（227年－248年）
  - 新罗 -

  1. 奈解尼師今, 新罗王（196年－230年）
  2. 助贲尼師今, 新罗王（230年－247年）
- 伊比利亚 - Vache, 伊比利亚国王（216年－234年）
- 贵霜帝国 - Kanishka II, 贵霜君主（c.226年－240年）
- 波斯萨珊王朝 – 阿尔达希尔一世, 波斯国王（224年－241年）

### 欧洲
- 罗马帝国（塞维鲁王朝）- 亚历山大·塞维鲁（222年－235年）

### 非洲
- 库施王朝 - 不知名国王，（225年－246年）

## 出生
- 卡魯斯，羅馬帝國皇帝。（283年逝世）

## 逝世
- 奈解尼師今（？－230年），新羅第10代君主，